# Amtsgericht Prökuls
Das Amtsgericht Prökuls war ein preußisches Amtsgericht mit Sitz in Prökuls, Ostpreußen.

## Geschichte
Das königlich preußische Amtsgericht Prökuls wurde mit Wirkung zum 1. Oktober 1879 als eines von neun Amtsgerichten im Bezirk des Landgerichtes Tilsit im Bezirk des Oberlandesgerichtes Königsberg gebildet. Der Sitz des Gerichtes war Prökuls. Aufgehoben wurde die Gerichtskommission Prökuls beim Kreisgericht Memel. Sein Gerichtsbezirk umfasste aus dem Kreis Memel die Amtsbezirke Aglohnen, Kebbeln, Prökuls, Sakuten, Wensken und Teile der Amtsbezirke Dittauen und Gellßinnen und der Forstschutzbezirk Buttken. Am Gericht bestand 1888 eine Richterstelle. Das Amtsgericht war damit neben dem AG Skaisgirren das kleinste Amtsgericht im Landgerichtsbezirk. Im Jahre 1885 wurde das Landgericht Memel gebildet und das Amtsgericht Prökuls dessen Sprengel zugeordnet. Mit der Abtrennung des Memellandes 1920 wurden die Amtsgerichte im Landgerichtsbezirk Memel als memelländische Amtsgerichte weitergeführt. Siehe hierzu Gerichtsbarkeit im Memelland (1919–1945). Im Jahre 1939 wurde das Memelland wieder dem Deutschen Reich angegliedert und das Amtsgericht Prökuls damit wieder ein deutsches Amtsgericht.
Im Jahre 1945 wurden der Amtsgerichtsbezirk unter sowjetische Verwaltung gestellt und die deutschen Einwohner vertrieben. Damit endete auch die Geschichte des Amtsgerichtes Prökuls.